# Guillaume Coppier
Guillaume Coppier (1606-1674), né à Lyon, est un marin, aventurier, chroniqueur, écrivain et capitaine de la Marine des Indes du Ponant.

## Biographie
Il est né à Lyon paroisse Saint-Paul le 6 mai 1606 et décédé à Lyon le 20 octobre 1674, inhumé dans l'église de Saint-Pierre-le-Vieux. Il est fils de Jacques Coppier (1552-1618) notaire royal en la Sénéchaussée de Lyon, pamphlétaire catholique auteur présumé du Déluge des huguenots publié en 1572, et de Françoise Quemet. Guillaume est le sixième d'une fratrie de 12 enfants. La famille est originaire du Velay (Saint-Didier-la-Seauve aujourd'hui Saint-Didier-en--Velay)Bourgeoisie d'hommes de lois, elle est citée dès le XIVe siècle possédant les fiefs de La Murette et de Montcodiol. Les Armes de la famille sont de sable à trois coupes d'argent 2 et 1
Préalablement à ses voyages, Guillaume Coppier reçoit une éducation soignée et devient un latiniste distingué. En 1620, il est clerc dans l'étude de son cousin Guillaume Hubert, notaire royal, syndic des notaires de Lyon. Ce dernier décède de la peste en 1628. L'épidémie qui sévit alors et ce décès pourraient expliquer les circonstances de son départ pour l'Amérique.
En 1628, Guillaume Coppier embarque au Havre avec  d'autres engagés sur le vaisseau «Les Trois Rois», commandé par le capitaine corsaire Du Roissey. Ce vaisseau ainsi que 3 autres partis en 1627(«La Victoire», «La Cardinale», «La Catholique») appartiennent à la Compagnie de Saint-Christophe qui a obtenu par le Cardinal de Richelieu (principal actionnaire !) la concession de l'île Saint Christophe « ... et toutes autres circonvoisines ». Il va naviguer pendant neuf années dans l’Atlantique, simple matelot pendant 3 ans, puis tente librement de faire fortune. En plus des îles des Antilles, il abordera en Afrique, aux îles Canaries, au Canada, en Irlande et en Angleterre. A son retour en France, Guillaume Coppier acquiert la charge de Garde pour le roi en la maîtrise des ports et ponts à Lyon. 
En mai 1643, en France, Guillaume Coppier devient le collaborateur de Jean-Pierre CROPPET (seigneur d'Irigny, Maître des ports et ponts à Lyon). En 1646 il s’associe à Mathurin COUDRAY, Maître des comptes à Nantes (° près Fontenay-le-Comte, /1616/ [D] (+) sur l'habitation Fessare au Carbet (Martinique) 6-12-1696), pour affréter le navire "L'Armand" parti de Nantes le 16 juillet 1646 pour conduire un groupe d'engagés et s'établir en Martinique près du Morne-aux-Bœufs (entre Le Carbet et Case-Pilote). Cela lui permet de bien améliorer sa condition financière. Il meurt à Lyon, le 20 Octobre 1674.

## Publications
- En 1645 : « Histoire et voyage des Indes occidentales et de plusieurs autres régions maritimes esloignées divisé en deux livres, ». avr 1645, - 182 p., éd. Jean Huguetan (imprimeur du Roi à Lyon-France), « Lire en ligne »
- En 1663 : « Essays et définitions de mots où sont comprises plusieurs belles et élégantes dictions latines et grecques, moralités sentences, vers latins, passages de l'Ecriture, citations de divers autheurs, ensemble l'origine et les noms de ceux qui les premiers ont inventé les arts et la plus grande part des choses, etc., le tout par ordre alphabétique ». - 22 p., – éd. Guichard Jullièron (imprimeur du Roi à Lyon-France).
- En 1670 : « Cosmographie universelle et spirituelle par des riches similitudes, judicieuses inductions et fort belles moralités, ensemble les définitions des vertus et des vices, dédiée à Mgr l'archevêque de Lyon ». - 396 p., éd. Pierre Bouchard (libraire à Lyon-France).

### Autres sources
- Gerard M. Hunt, « Desperate in Saint Martin. Notes on Guillaume Coppier », octobre 2012, Ed. Trafford Publishing, (en anglais) - Broché, 388 p.,  (ISBN 1426900422) ,  (ISBN 978-1426900426)